# Ржевски, Фредерик
Фредерик Энтони Ржевски (англ. Frederic Anthony Rzewski; 13 апреля 1938[…], Уэстфилд, Хампден, Массачусетс — 26 июня 2021, Montiano, Тоскана) — американский композитор, пианист, представитель музыкального авангарда.

## Биография
Родился в Уэстфилде (штат Массачусетс), в семье еврейских эмигрантов из Польши. Учился в Гарварде и Принстоне. В 1960 году едет в Италию, где в течение года учится у Даллапикколы. Сначала он обратил на себя внимание как исполнитель новой фортепианной музыки. Ржевски знакомится с Джоном Кейджем и Дэвидом Тюдором, которые повлияли на его формирование, как композитора, так и пианиста. В 1966 году Ржевски основывает вместе с другими музыкантами группу Musica Elettronica Viva (MEV), где свободная импровизация соединяется с электроникой.
Ржевски продолжает двигаться в этом русле, но также дают себя знать социалистические взгляды музыканта. В знак поддержки борьбы чилийского народа против диктаторского режима, он пишет «The People United Will Never Be Defeated» (1975 г.) — цикл из 36 вариаций для фортепиано на тему чилийской песни Серхио Ортеги. Это произведение Ржевски иногда называют Гольдберг-вариациями XX века. Большая часть работы использует музыкальный язык эпохи романтизма, но также присутствуют элементы современной музыки вплоть до сериальной техники.
В ряде пьес 1979—1981 гг. Ржевски экспериментирует с графической нотацией.
С 1983 по 2003 год Ржевски — профессор композиции Королевской консерватории в Льеже.
В работах 80-х показывает новые пути использования 12-тоновой техники. В 1987—1988 годах Ржевски написал двухчасовую ораторию «Триумф смерти», посвящённую теме Холокоста (на текст пьесы Петра Вайса), а также вариации для фортепиано на тему мелодии песни «מײַן ייִנגעלע» (Майн ингеле — мой мальчик) американского еврейского поэта Мориса Розенфельда (1862—1923).
90-е годы отмечены импровизационным подходом к композиции, напоминая о его экспериментах поздних 60-х.
Среди произведений 2000-х годов любопытны Cadenza con o senza Beethoven (2003) и «Наносонаты» (2006—2010). В первой из них Ржевски вставляет свои каденции в бетховенскую музыкальную форму. Одно из знаковых произведений начала XXI века в наследии Ржевски — «Падение империи», в котором воплощена «концепция жизни и смерти, в чём-то связанная с политическими моментами, с несогласием с правящими в то время структурами США, в чём-то раскрывающая собственное видение композитором философских основ человеческого бытия. Поскольку произведение состоит из восьми актов со вступлением, жанровое определение может выглядеть следующим образом — „камерная опера для инструменталиста“. Композитор включает в музыкальное действо вербальное начало, обращаясь к текстам литературных классиков, выдуманных сказочных персонажей, чьи цитаты, вышедшие из народа, известны в современном мире, к высказываниям политиков и философов, компилируя их или адаптируя к современности, прибегая к сочинению собственных текстов. Все они, несмотря на то, что относятся к разным эпохам и спровоцированы разными стимулами, связаны между собой тематически».
Умер 26 июня 2021 года из-за сердечного приступа.